# Filigran
Filigran (af latin filigrana, fransk filigrane) er en delikat og vanskelig form for metalsmykkearbejde. Det indebærer arbejder som er lavet af meget tynde tråde (latin filum) og små perler eller kugler (latin granum), sædvanligvis af sølv og guld. De tynde tråde loddes sammen til ornamenter og artistiske former og fæstes på et underlag eller ramme.
Filigranarbejder anvendes bl.a. til smykker og kendes helt tilbage fra antikken. I metode minder det en del om kniplingsbroderier. En teknik som ikke må forveksles med filigran består i at punktere en eksisterende metalgenstand med huller i bestemte mønstre.
Selv om filigran i dag er en meget speciel gren indenfor ædelsmed-uddannelsen tid har det i historisk tid været en del af guldsmedehåndværket.
I Haandbog for Guld- og Sølvarbejdere deles filigran i to slags arbejder, kornarbejder (kørnerarbejde, grain, kuglearbejde) og filigran, der trods navnet, fortrinsvis opfattes som trådarbejde. I praksis kombineres teknikkerne ofte. De små kugler, som benyttes, kan fremstilles ved at hælde smeltet ædelmetal ud over en glat jernkugle nedsænket i vand. Størrelsen på kuglerne bestemmes af højden, som metallet falder fra, temperaturen og metalstrålens finhed. Eller ved at man pakker små trådstykker i kulstøv i en lukket digel, således at stykkerne ikke rører hinanden, smelte metallet, og sortere kuglerne fra bagefter. Sortering efter størrelse kan gøres med en sigte. Kuglerne monteres med gummilim og loddes forsigtigt fast.
Tråden kan formes ved at køres igennem en særlig mønstervalse, kaldet en cordeermaskine, der giver tråden en skrueform. Derpå hamres eller valses tråden let fladtrykt, så den får krusede kanter. Dette synes at være modebetinget. Tråden klippes og formes til de ønskede figurer, idet man først laver hovedfigurerne af lidt tykkere tråd, og efter fastlodning af disse, udfylder figurerne med stykker formet af tyndere tråd, der holdes let i spænd af de fastloddede tråde. Disse tyndere tråde loddes så forsigtigt fast.
Filigran går tilbage til oldtiden og har været populært i mange kulturer som bevis på en guldsmeds tekniske og håndværksmæssige dygtighed, bl.a. i kunst fra vikingetiden.
Filigran var populært i Frankrig i perioden fra 1660 og til slutningen af 1800-tallet.
Filigran er stadig meget populært i Indien og andre asiatiske lande.